# Coelocrossa
Coelocrossa is een geslacht van vlinders van de familie spanners (Geometridae), uit de onderfamilie Ennominae.

## Soorten
- C. drepanucha Turner, 1919
- C. hypocrocea Turner, 1919
- C. leptoxantha Turner, 1919